# Степь (Орловская область)
Степь — село в Сосковском районе Орловской области России.
Входит в состав Кировского сельского поселения.

## География
Расположено на правом берегу реки Крома, юго-восточнее села Кирово.

## История
В 200 метрах к востоку от поселка, два километра к юго-востоку от села Кирово, на правом берегу реки Крома, у устья безымянного ручья имеется селище IV—VII, VIII—Х, ХIV—XVII веков. Размеры — 305 на 180 метров, высота над рекой — 3-5 метров. Культурный слой до одного метра; в нём обнаружены: керамика лепная, предположительно мощинской и роменской культур, а также гончарная позднесредневековая.

## Население
| 2010 |
| ---- |
| 1    |